# Ole Rømer
Ole Christensen Rømer (Århus, 1644. szeptember 25. – Koppenhága, 1710. szeptember 19.) dán csillagász, aki 1676-ban elsőként mérte meg közvetetten a fénysebességet.

## Élete és munkássága
Jean Picard tanítványa és barátja volt. 1671 és 1681 között Párizsban Lajos trónörököst tanította, valamint az akadémiának is tagja volt, majd Koppenhágában a matematika tanára lett, ahol a Longomontanus által alapított Rundetårn csillagvizsgáló hírnevét gyarapította. Egyszersmind a város és az állam tevékeny szolgálatában állott, polgármester és államtanácsos is volt.
Rømer a fénysebességet a Jupiter egyik holdja, az Io mozgása alapján határozta meg 1676-ban. Eltéréseket figyelt meg az Io periódusidejében, és az eltérésekből határozta meg a fénysebességet, amit ő 227 000 km/s-nak mért (a valóságban közel 300 000 km/s).
Értékes meridián-megfigyelései 1728-ban a csillagvizsgáló leégése alkalmával majdnem teljesen elvesztek. Az ő javaslatára vezették be Dániában és Norvégiában a Gergely-naptárt.